# Половинкіна Валентина Михайлівна
Валентина Михайлівна Половинкіна (7 травня 1930 — 1997) — передовик радянського сільського господарства, доярка радгоспу «Мар'їно» Рильського району Курської області, Герой Соціалістичної Праці (1957).

## Біографія
Народилася в 1930 році в Макіївці, Луганської області в шахтарській родині. Завершила навчання в початковій школі. Батько трагічно загинув на шахті, коли Валентині було 9 років. На початку Другої світової війни разом з матір'ю поневірялася по селах і селах. Осіли в Курській області в селі Мар'їно.
У 1943 році, після звільнення села від німців, працевлаштувалася разом з матір'ю на ферму в радгоспі Мар'їно. Працювала телятницею. З часом стала пасти телят. У 15 років стала досвідченим тваринником. 
Коли радгосп став набирати групу первісток, знадобилися доярки. Валентина Михайлівна перейшла працювати дояркою. У 1954 році випередила всіх своїх колег по радгоспу. У 1955 році надій на кожну корову досяг 6650 кілограмів молока. Була учасницею виставок досягнень народного господарства. 
Указом Президії Верховної Ради СРСР від 7 грудня 1957 року за отримання високих показників у сільському господарстві і рекордні надої молока Валентині Михайлівні Половинкіній присвоєно звання Героя Соціалістичної Праці з врученням ордена Леніна і медалі «Серп і Молот».
Продовжувала працювати у радгоспі. З 1959 року — член КПРС. 
У 1973 році за програмою переселення поїхала разом з чоловіком на Далекий Схід. Розмістилися в селі Черняєво Тиндінського району Амурської області. До виходу на заслужений відпочинок, у 1985 році, працювала дояркою в радгоспі "Черняєвський". 
Проживала у селі Черняєво. Померла в 1997 році. Похована на сільському кладовищі.

## Нагороди
- золота зірка «Серп і Молот» (08.04.1971)
- орден Леніна (22.03.1966, 08.04.1971)
- інші медалі.
- Почесний громадянин муніципального утворння "Богдановицький район" (28.06.2001).